# Amtsbezirk Hostrup
Der Amtsbezirk Hostrup war ein Amtsbezirk im Kreis Tondern in der Provinz Schleswig-Holstein.
Der Amtsbezirk wurde 1889 gebildet und umfasste die vier Gemeinden Hostrup, Jeising, Rohrkarr und Solderup. 1920 wurde der Amtsbezirk aufgelöst und die Gemeinden aufgrund der Volksabstimmung in Schleswig an Dänemark abgetreten. Das Gebiet des Amtsbezirkes ist etwa deckungsgleich mit dem dänischen Kirchspiel Hostrup Sogn.